# Prajñāpāramitā Sūtra
Prajñāpāramitāsūtra (sanscrito; devanagari: प्रज्ञा पारमिता, cinese: 般若波羅蜜多經 pinyin Bōrě bōluómì duō jīng, giapponese 般若経, tibetano ཤེས་རབ་ཀྱི་ཕ་རོལ་ཏུ་ཕྱིན་པའི་མདོ་, coreano: 반야경, vietnamita: Bát Nhã Ba La Mật Đa) ovvero Sutra della perfezione della saggezza o Sutra della conoscenza trascendente è il nome dato ad un insieme di trentotto sutra buddisti, i più antichi dei quali risalgono al I secolo a.C. mentre i più tardi arrivano al VII secolo d.C., che sono, unitamente al Sutra del Loto, al fondamento del Buddismo Mahāyāna. 

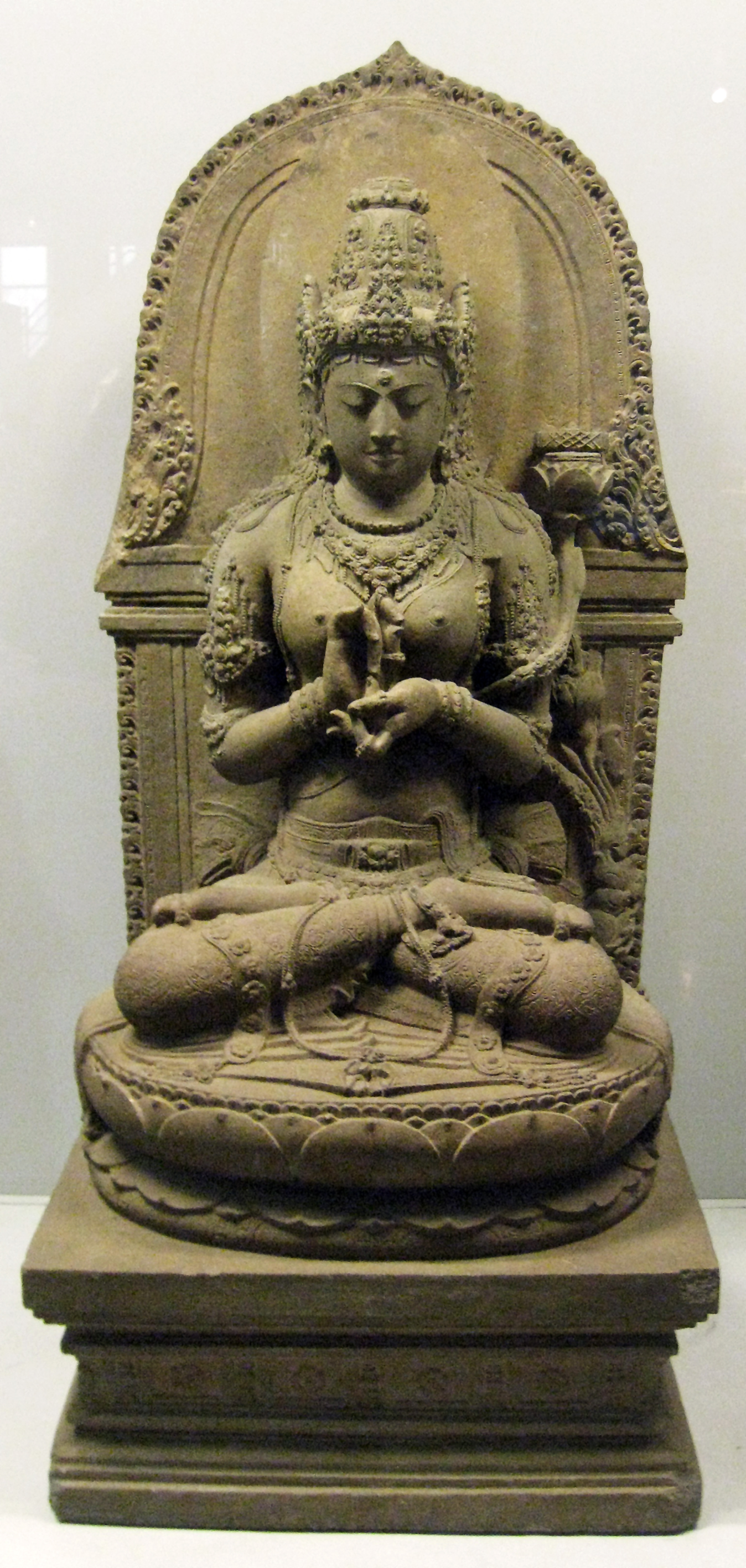
La statua di Prajñāpāramitā; la bodhisattva della conoscenza trascendente (Singhasari, Giava)

## Origini
Il nome dei Prajñāpāramitā Sūtra deriva dall'insieme di alcuni termini sanscriti:
- prajñā = sapienza;
- pāram = al di là;
- itā = lei che è andata.

Quindi si potrebbe tradurre come sutra della 'sapienza trascendente' (intendendo quest'ultimo termine nel significato di "non mondano").
Non si conosce il nome dei loro autori; secondo la tradizione buddista Mahāyāna si tratta di insegnamenti dispensati dal Buddha Shakyamuni stesso ad alcuni discepoli scelti (Ānanda e Subhūti) sul "Picco dell'Avvoltoio" (sans. Gṛdhrakūṭaparvata) a Rājagaha (oggi Rajgir, in India). In alcuni casi, come per il Sutra del Cuore, gli insegnamenti sono sempre emanati dal BuddhaShakyamuni ma effettivamente esposti dal bodhisattva Avalokiteśvara. La totalità degli studiosi annovera tuttavia queste tradizioni come 'leggendarie'. 
I Prajñāpāramitā Sūtra compaiono progressivamente dal I secolo a.C. nell'India meridionale per spostarsi verso quella occidentale e infine verso Nord. Nāgārjuna nel II secolo d.C. avviò lo studio sistematico della letteratura dei Prajñāpāramitā Sūtra, anche se nelle sue opere non vengono citati, fondando così, di fatto, la prima grande scuola di tradizione Mahāyāna, la Mādhyamika. Va sottolineato che i Prajñāpāramitā irrigano e alimentano il complesso delle pratiche religiose di derivazione cinese e tibetana sia quelle liturgiche che quelle contemplative. I Prajñāpāramitā Sūtra sono oggi conservati nel Canone cinese (sezione Bōrěbù) e nel Canone tibetano.

## La dottrina
La dottrina di questi sutra parte dalle sei perfezioni (pāramitā) descritte nelle biografie del Buddha Shakyamuni. Esse vengono interpretate e riassunte nell'ultima e più importante di esse: la saggezza (prajñā).
Così la realizzazione della perfezione della saggezza (Prajñāpāramitā) che corrisponde alla vacuità (śūnyatā) ovvero alla insostanzialità (abhāva) dei fenomeni in quanto impermanenti (anitya) e interdipendenti (pratītyasamutpāda) è considerata in grado di realizzare la buddhità (buddhatā) e l'illuminazione (bodhi).

Nei trentotto testi che costituiscono l'insieme dei Prajñāpāramitā Sūtra la dottrina della vacuità riveste un ruolo fondamentale. Si può sostenere che fin dai Prajñāpāramitā Sūtra più antichi, l'estensore degli stessi, che potrebbe voler riportare degli insegnamenti dello stesso Buddha Shakyamuni non accolti negli Āgama-Nikāya, accompagni la dottrina della vacuità con la pāramitā prajñā ritenuta l'ultima e la più importante già nelle scuole del Buddismo dei Nikāya (scuola Sarvāstivāda). Nel complesso la letteratura dei Prajñāpāramitā Sūtra elenca venti tipi di vacuità (sanscrito viṃśati śunyātā):
1. Vacuità degli organi di senso (adhyatana śūnyatā).
2. Vacuità dei fenomeni percepiti (bahirdhā śūnyatā).
3. Vacuità degli organi di senso e dei fenomeni percepiti (adhyatanabahirdhā śūnyatā).
4. Vacuità della vacuità (śūnyatā śūnyatā).
5. Vacuità dello spazio (mahā śūnyatā).
6. Vacuità dell'assoluto (paramārtha śūnyatā).
7. Vacuità dei fenomeni condizionati (saṃskṛta śūnyatā).
8. Vacuità dei fenomeni non condizionati (asaṃskṛta śūnyatā).
9. Vacuità di ciò che è al di là dell'eterno e del nulla (atyanta śūnyatā).
10. Vacuità di ciò né inizia né termina, del Saṃsāra (anavaraga śūnyatā).
11. Vacuità di ciò che degli insegnamenti che vanno accolti (anavakara śūnyatā).
12. Vacuità dell'intima natura dei fenomeni (prakṛti śūnyatā).
13. Vacuità di qualsiasi fenomeno o dharma (sarvadharma śūnyatā).
14. Vacuità delle caratteristiche di ogni singolo dharma (svalakṣaṇa śūnyatā).
15. Vacuità dell'inconcepibile (anupalambha śūnyatā).
16. Vacuità dei fenomeni privi di identità (abhāvasvabhāva śūnyatā).
17. Vacuità dei fenomeni che posseggono delle sostanzialità (bhāva śūnyatā).
18. Vacuità di ciò che è privo di sostanzialità (abhāva śūnyatā).
19. Vacuità dell'identità (svabhāva śūnyatā).
20. Vacuità della natura trascendente (parabhāva śūnyatā).

Tali "vacuità" stanno ad indicare che ogni forma, esistenza o non esistenza, è vacuità e ogni vacuità è ognuna di queste.
Così come recita uno dei Prajñāpāramitā Sūtra più noti, il Prajñāpāramitā Hṛdaya Sūtra (Il Sutra del Cuore della perfezione di saggezza): «Qui, O Sariputra, la forma è vacuità e la vacuità è forma; la vacuità non differisce dalla forma, la forma non differisce dalla vacuità; qualsivoglia cosa sia forma, quella è vacuità; qualsivoglia cosa sia vacuità, quella è forma». L'insieme del corpus scritturale dei Prajñāpāramitā Sūtra sembrerebbe contenere una serrata critica alla dottrina dei dharma intesi come costituenti ultimi della realtà, propria delle scuole del Buddismo dei Nikāya, segnatamente della scuola Sarvāstivāda. Tali dottrine assegnavano esistenza reale ai costituenti (dharma) dei fenomeni, anche se le stesse denunciavano la "vacuità" del soggetto che questi fenomeni percepiva, ovvero negavano la soggettività, l'io individuale (dottrina dell'anātman) dello stesso soggetto. Questa "doppia vacuità" (vacuità del soggetto percipiente e dei fenomeni percepiti) pronunciata dai Prajñāpāramitā Sūtra andava a dunque a criticare i contenuti abhidharmici della scuola Sarvāstivāda, la quale giungeva a sostenere la presenza, nel soggetto che percepisce, di un dharma particolare, il prapti, che fungeva da ricettacolo per la sua retribuzione karmica. 
È chiaro che la dottrina della vacuità dei Prajñāpāramitā Sūtra ha dei precisi fondamenti, come abbiamo visto, negli stessi Āgama-Nikāya, tuttavia essa intende radicalizzare questi fondamenti e indicarli come il cuore (hṛd) della dottrina del Buddha Shakyamuni (Buddhadharma). In un altro famoso Prajñāpāramitā Sūtra, il Vajracchedikā-prajñāpāramitā-sūtra (Sutra della perfezione della saggezza che recide come un diamante, o più brevemente Sutra del diamante) si giunge, peraltro coerentemente con questi insegnamenti, a sostenere che «per quanto innumerevoli siano gli esseri in tal modo guidati verso il Nirvana proprio nessun essere è stato guidato verso il Nirvana. Perché? Se in un bodhisattva dovesse intervenire la nozione di un essere, egli non potrebbe venire chiamato bodhisattva. E perché? Non si dovrà chiamare bodhisattva colui nel quale interviene la nozione di un essere, o la nozione di un'anima vivente o di una persona».

## Le opere
Tra i principali Prajñāpāramitā Sūtra troviamo:
- L'Aṣṭa-sāhasrikāprajñā-pāramitā (Sutra della perfezione della saggezza in ottomila stanze): è il prajnaparamita più antico, composto probabilmente nel I secolo a.C., fu tradotto in cinese nel 172 d.C. da Lokakṣema (T.D. 224).[4]
- Il Śatasāhasrikāprajñā-pāramitāsūtra (Sutra della perfezione della saggezza in centomila stanze).
- Il Pañcaviṃśati-sāhasrikā-prajñā-pāramitāsūtra (Sutra perfezione della saggezza in venticinquemila stanze).
- L'Aṣṭādaśa-sāhasrikā-prajñā-pāramitāsūtra (Sutra della perfezione della saggezza in diciottomila stanze).
- Il Daśa-sāhasrikā-prajñā-pāramitāsūtra (Sutra della perfezione della saggezza in diecimila stanze).
- Il Prajñāpāramitā ratnaguṇasaṃcayagāthā (Sutra condensato della perfezione della saggezza).
- Il Saptaśatika- prajñā-pāramitāsūtra (Sutra della perfezione di saggezza in settecento righe).
- Il Pañcaśatika- prajñā-pāramitāsūtra (Sutra della perfezione di saggezza in cinquecento righe).
- Il Prajnaparamita- arasadhika- sutra (Sutra della perfezione di saggezza in cinquanta righe).
- Il Prajñāpāramitā-naya-śatapañcaśatikā (Sutra della perfezione di saggezza in centocinquanta metodi).
- Il Pañcaviṃśatika- prajñāpāramitā-mukha (Venticinque porte della perfezione della saggezza).
- Lo Svalpākṣara-prajñāparamitā (La perfezione della saggezza in poche parole).
- Il Prajñāpāramitā Sarvatathāgatamātā Ekākṣarā (La perfezione della saggezza in una lettera madre dei Tathagata).
- Il Kauśika prajñāpāramitā (La perfezione della saggezza per Kausika).
- Il Suvikrāntavikrāmi-paripṛcchā-prajñāpāramitā-sūtra (Le domande di Suvrikantavikramin).
- Il Vajracchedika prajñāpāramitā sūtra (Il Sutra del Diamante che recide).
- Il Prajñāpāramitā Hṛdaya sūtra (Il Sutra del Cuore della perfezione di saggezza).